# Монте ди Мало
Мо̀нте ди Ма̀ло (на италиански: Monte di Malo; на венециански: Monte a Mało, Монте а Мало) е малко градче и община в Северна Италия, провинция Виченца, регион Венето. Разположено е на 374 m надморска височина. Населението на общината е 2885 души (към 2015 г.).